# Franjevački samostan i crkva sv. Marije od Milosti u Hvaru
Franjevački samostan i crkva Gospe od Milosti, samostan i crkva franjevaca u gradiću Hvaru, Šetalište put križa 15, zaštićeno kulturno dobro.

## Povijest
Sagrađena je u 15. st. kao jednobrodna gotička građevina, na mjestu kapelice Sv. Križa, 
na poluotoku na istočnom rubu grada. Gradnja je započela krajem 15. stoljeća. Veći dio samostana završen u 16., a stambeni dijelovi u 17. stoljeću. Crkva je proširivana prema sjeveru u prvoj polovini 16. st. Za njenu gradnju donacije su dali zapovjednici brodova koji su dolazili u Hvar, te hvarski plemići. Nakon što je sagrađena, postala je crkvom mornara. Argument za to su natpisi mletačkih pomorskih zapovjednika unutar crkve i oko nje.

## Arhitekturne osobine
U luneti glavnog portala postavljen je 1465. – 1471. Gospin kip s djetetom, rad Nikole Firentinca. Godine 1536. izgrađen je sjeverni brod crkve s renesansnom kapelom Sv. Križa. U unutrašnjosti crkve su oltari iz 16. st., kor s renesansnim raspelom, mletački rad iz 16. st. te grob hvarskog pjesnika Hanibala Lucića. U refektoriju je slika Posljednja večera, rad Mattea Ponzonija. U sklopu samostana je knjižnica te muzejska zbirka i te stogodišnji Roselijev čempres. Ističe se zvonikom M. Andrijića, izvanrednim portalom N. Firentinca i oltarnim palama G. di Santa Croce, Palme Mlađeg i J. Bassana.

## Zaštita
Pod oznakom Z-5091 zavedeni su kao nepokretno kulturno dobro - pojedinačno, pravna statusa zaštićena kulturnog dobra, klasificirano kao "sakralne građevine".